# Antioch (Tennessee)
Antioch – dzielnica miasta Nashville, położona w południowej części hrabstwa Davidson w stanie Tennessee w Stanach Zjednoczonych. Okolica nie jest autonomiczna i podlega urzędowi obszaru metropolitarnego Nashville-Davidson. Ma swój przydzielony kod pocztowy - 37013.